# Mounted Games

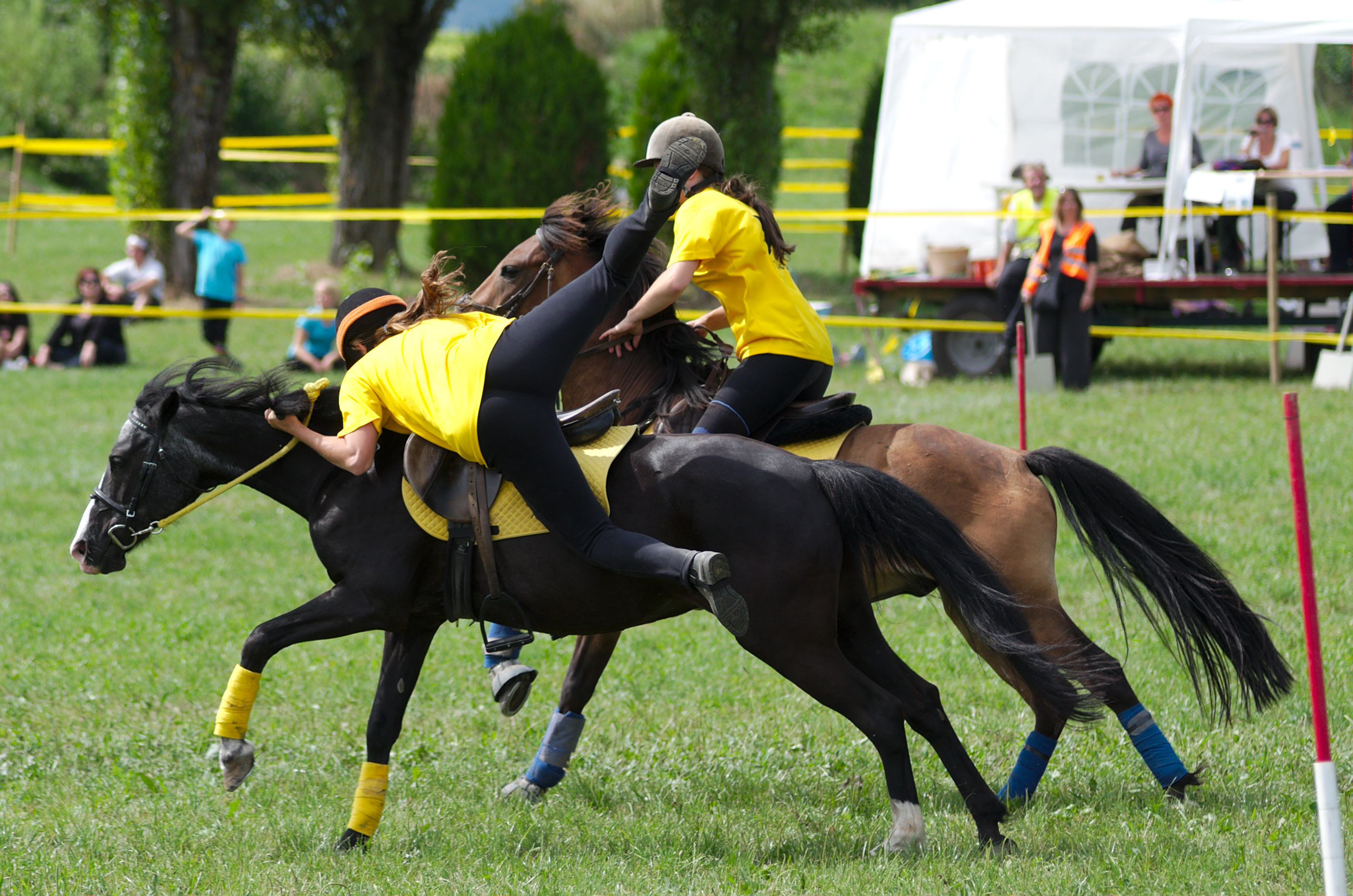
Hula Hoop Aufspringspiel bei Mounted Games

Mounted Games (engl. „Spiele zu Pferde“, auch Pony-Games) sind ein Teamreitsport, bei dem Staffelrennen mit verschiedenen Aufgaben durchgeführt werden.
Ein Mounted-Games-Team besteht aus fünf Reitern mit ihren Ponys, wobei pro Spiel immer nur vier Pferde nacheinander zum Einsatz kommen. So hat der Trainer die Möglichkeit, die für das jeweilige Spiel am besten geeigneten Teammitglieder einzusetzen.
Bei dieser Sportart sind reiterliche und athletische Fähigkeiten gleichermaßen gefordert. Neben Schnelligkeit, Mut und Geschicklichkeit ist auch Teamfähigkeit gefragt. Obwohl ursprünglich ein reiner Teamsport, werden heute auch Einzel- und Paarwettbewerbe durchgeführt. Mounted Games werden auf Ponys geritten, die nicht größer als 152 cm sein dürfen.

## Spielablauf

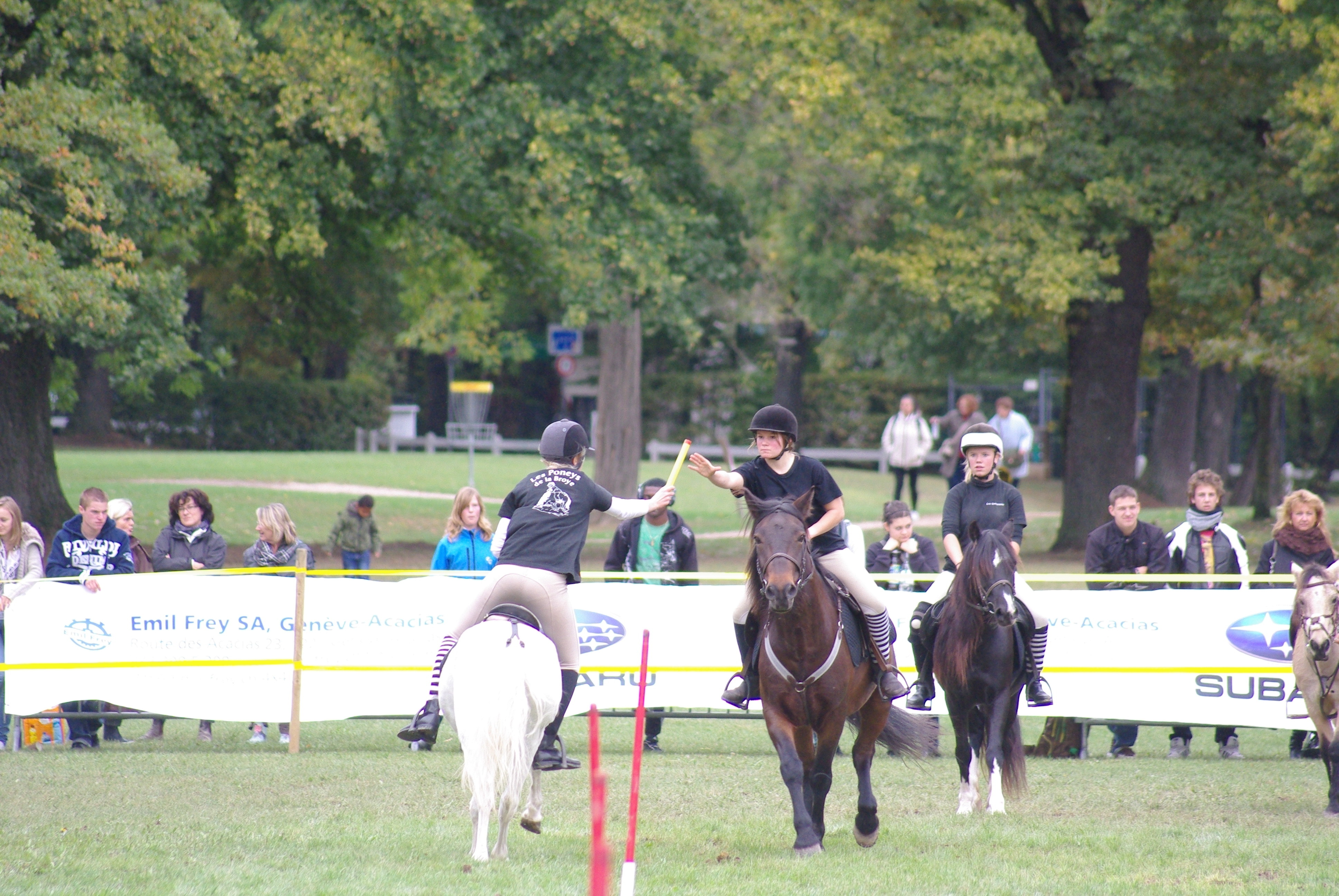
Stabübergabe beim Speed Weavers-Spiel (Slalom)

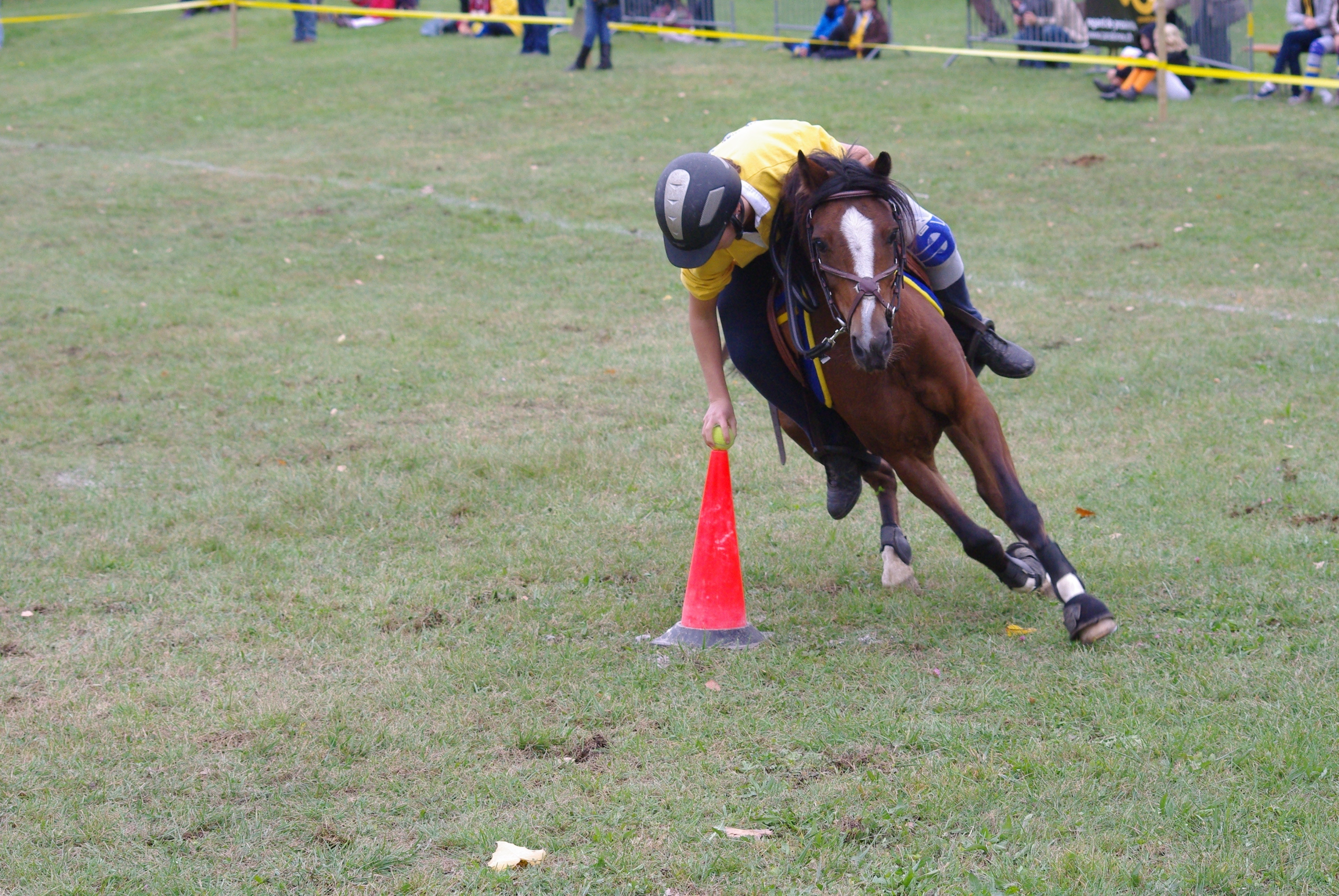
Aufnehmen eines Tennisballs von einem Kegel beim Ball und Kegel-Geschicklichkeit-Spiel

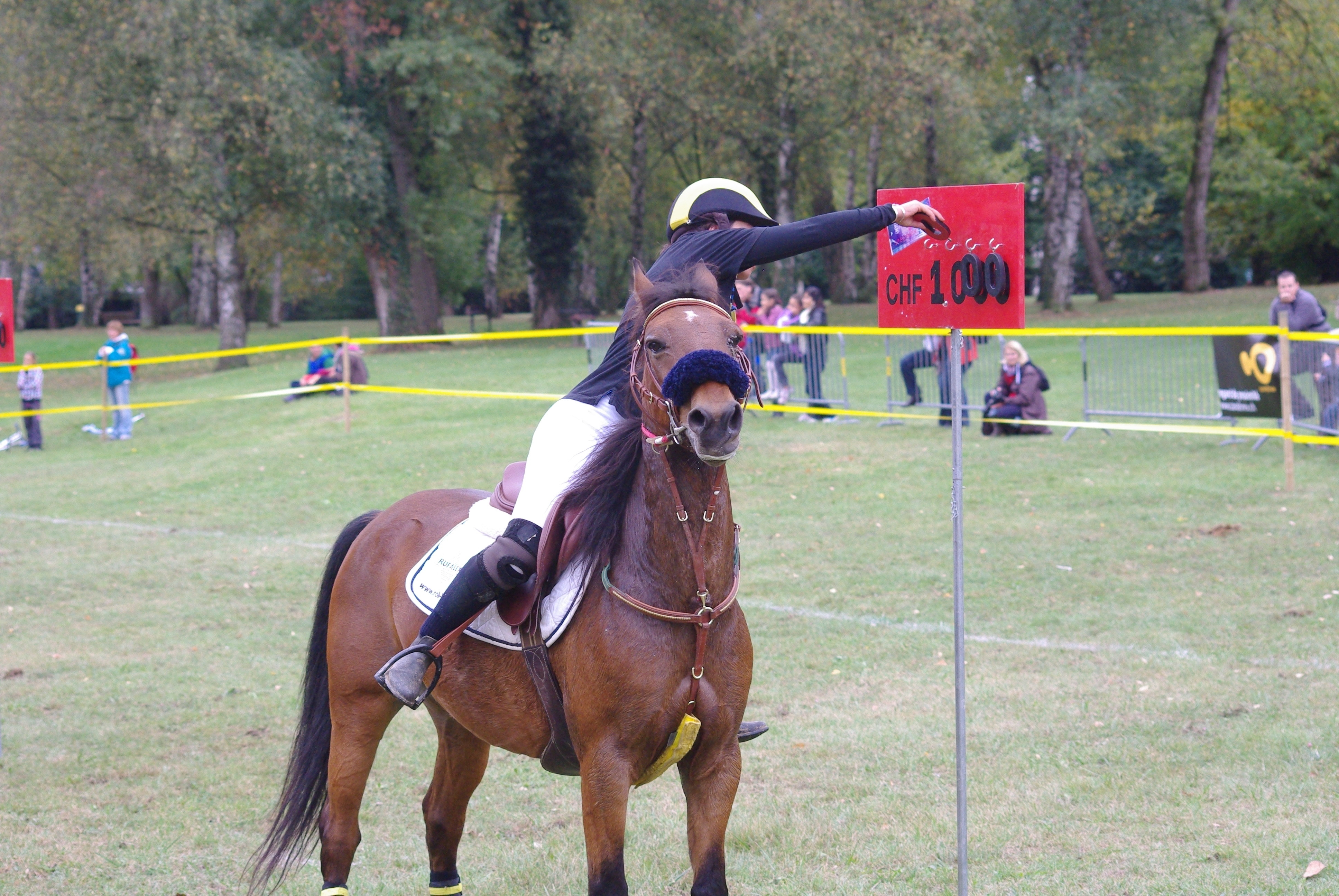
Beim Bank Race müssen Zahlen an den richtigen Platz gehängt werden

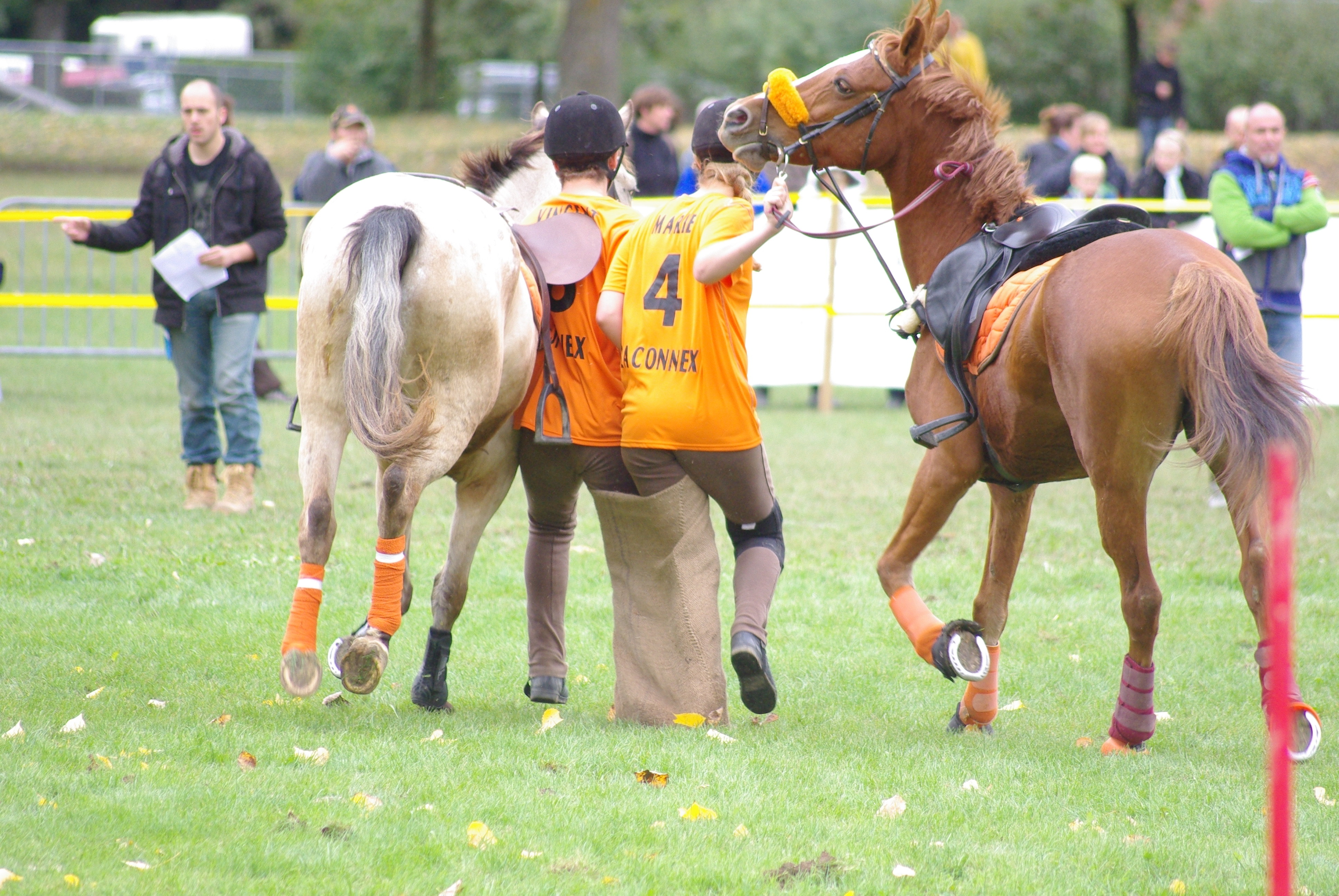
Beim Dreibeinrennen mit einem Sack werden die Pferde geführt

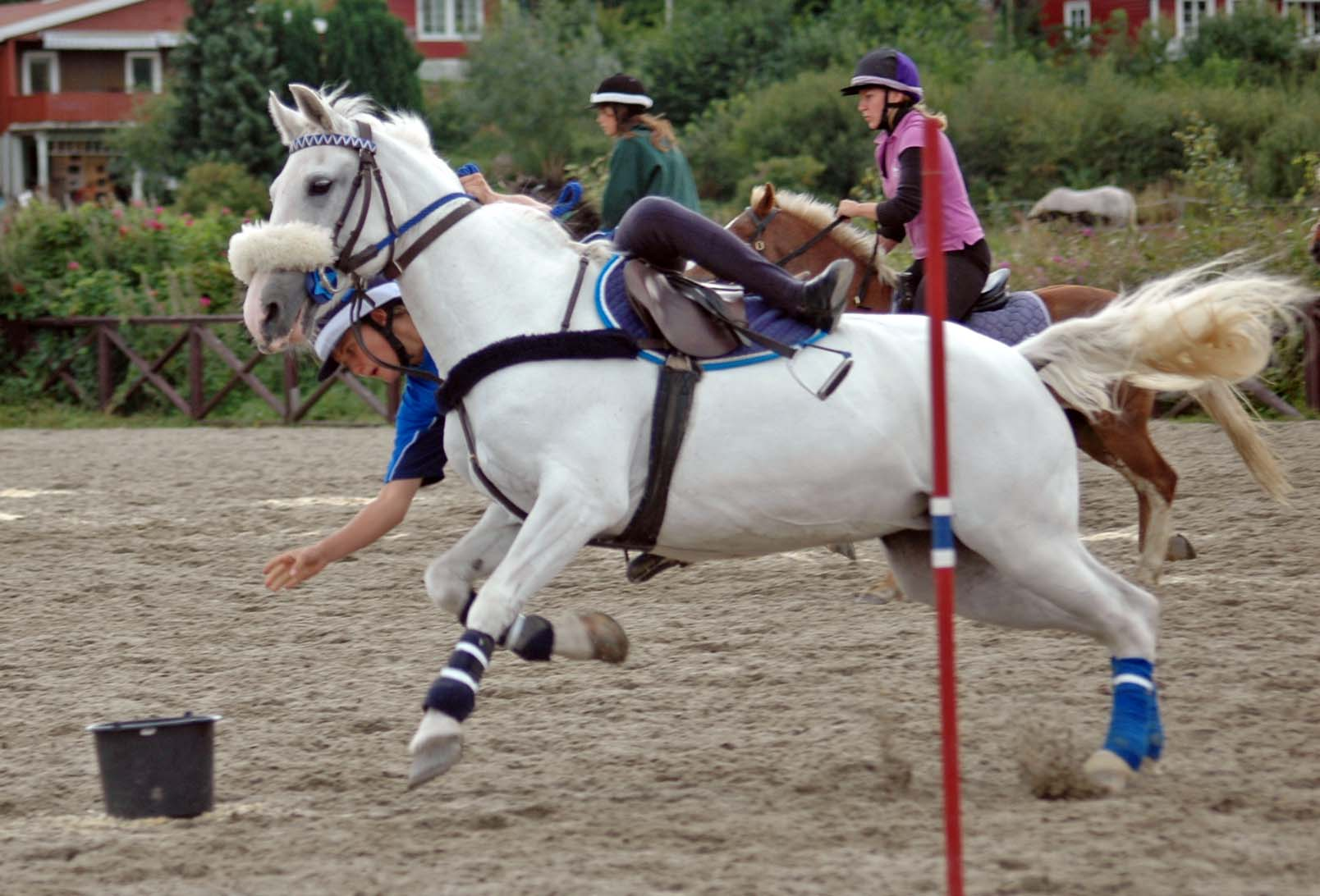
Beim Windsor Castle-Spiel muss unter anderem eine „Reichsapfel“ genannte Holzkugel aus einem Wassereimer gefischt werden, die Schlussreiter tragen ein Kappenband

Wie bei Staffelrennen in der Leichtathletik treten immer mehrere Teams direkt gegeneinander an. Die Start- und Wechsellinien liegen 54 m auseinander, dazwischen müssen bestimmte Aufgaben (Spiele) bewältigen werden. Im Regelbuch sind über 30 verschiedenen Teamspiele beschrieben, die nach ihren Hauptanforderungen in Tempo-, Technik- und Aufspringspiele, eingeteilt werden. Fehler müssen sofort korrigiert werden, bevor das Rennen fortgesetzt werden darf. Dadurch können sich schnell Veränderungen in der Reihenfolge ergeben. Wurde die erste Aufgabe erfüllt, wird das Spielgerät innerhalb des Teams an den folgenden Reiter übergeben. Die Wechsel zwischen den Reitern finden in der „Startbox“ statt, welche 9 m breit ist. Hier werden entweder diverse Spielzeuge wie Staffelstäbe, Flaschen oder Tennisbälle übergeben oder ein einfacher Wechsel findet statt. Der letzte Reiter ist mit einem Kappenband gekennzeichnet und bestimmt beim Überqueren der Ziellinie die Position seines Teams.
Auf Turnieren finden mehrere Qualifikationsläufe mit rund 8 Spielen statt. Die erfolgreichsten Teams kämpfen anschließend im A-Finale mit meist 10 Spielen um den Turniersieg, die anderen Teams treten im B-, C- oder D-Finale gegeneinander an.
Der Umbau des Parcours für die insgesamt 24 verschiedenen Spiele erfolgt durch die sogenannte Arena-Party. Ein Hauptschiedsrichter und fünf Linienrichter überwachen die Einhaltung der Regeln, zu denen ganz wesentlich das anständige Verhalten dem Pony gegenüber gehört. Sporen und Gerte sind bei den Mounted Games verboten.

## Geschichte der Mounted Games
Mounted Games entstanden in Indien, um Reitersoldaten in Friedenszeiten fit zu halten.  Indien war jahrhundertelang eine britische Kolonie.  Die britischen Kolonialherren standardisierten die Spielgeräte und entwickelten ein Regelwerk, nach dem heute Turniere in einigen Ländern stattfinden.
In Großbritannien gelten Mounted Games seit langem als Bestandteil des Reitsports. Bei Weltmeisterschaften gewannen in der Vergangenheit meist britische Teams.

## Organisation

### International
Die nationalen Verbände gehören in der Regel der International Mounted Games Association (IMGA) an. Sie organisiert die Weltmeisterschaften und stellt die internationalen Regeln für Mounted Games.
Derzeit gibt es 22 Mitgliedsverbände.

#### Mitglieder
Mitglieder der International Mounted Games Association
- Australien
- Belgien
- Burkina Faso
- Dänemark
- Deutschland
- England
- Frankreich
- Irland
- Italien
- Kanada
- Luxemburg
- Neuseeland
- Nigeria
- Nordirland
- Norwegen
- Österreich
- Pakistan
- Schottland
- Schweden
- Schweiz
- Südafrika
- Tschechien
- Vereinigte Staaten
- Wales

#### Weltmeisterschaften
Die Weltmannschaftsmeisterschaften finden jährlich in verschiedenen Mitgliedsländern statt. An der ersten Weltmeisterschaft 1986 nahmen nur vier Teams (Großbritannien, Kanada, Nordirland und USA) teil. Mittlerweile hat sich die Teilnehmerzahl mehr als verdreifacht. Zwar nahmen 2008 in Australien nur 11 Teams an der Meisterschaft teil, dies lag aber hauptsächlich an den hohen Reisekosten für die meisten Länder. So gab es 2007 in Belgien 18 verschiedene Mannschaften, die teilnahmen.
Im Jahre 2000 wurde die Mannschaft Großbritannien in die drei Mannschaften England, Schottland und Wales geteilt. Nordirland war schon vorher eine eigene Mannschaft.
| Jahr    | Gastgeber   | Ort                                         | Nationen | Gewinner          |
| ------- | ----------- | ------------------------------------------- | -------- | ----------------- |
| 1986    | England     | Bognor Regis                                | 4        | Großbritannien    |
| 1987    | Kanada      | Sutton                                      | 4        | Großbritannien    |
| 1988    | USA         | Hume                                        | 7        | Großbritannien    |
| 1989    | Nordirland  | Lisburn                                     | 7        | Großbritannien    |
| 1990    | Wales       | Swansea                                     | 9        | Großbritannien    |
| 1991    | USA         | Herndon                                     | 4        | Großbritannien    |
| 1992    | England     | Lincoln                                     | 7        | Großbritannien    |
| 1993    | Wales       | Pontardawe                                  | 9        | Großbritannien    |
| 1994    | England     | Gatcombe Park                               | 10       | Großbritannien    |
| 1995    | Deutschland | Jesteburg                                   | 9        | Großbritannien    |
| 1996    | Schweden    | Torslanda                                   | 8        | Großbritannien    |
| 1997    | Frankreich  | Lamotte-Beuvron                             | 9        | Großbritannien    |
| 1998    | Irland      | Tullamore                                   | 10       | Großbritannien    |
| 1999    | Belgien     | Chapelle-lez-Herlaimont                     | 9        | Großbritannien    |
| 2000    | Deutschland | Bremen                                      | 12       | England           |
| 2001    | Kanada      | Guelph                                      | 14       | Kanada            |
| 2002    | England     | Fontwell                                    | 14       | Wales             |
| 2003    | USA         | Lexington                                   | 14       | Wales             |
| 2004    | Frankreich  | Saumur                                      | 16       | England           |
| 2005    | Wales       | Bridgend                                    | 16       | England           |
| 2006    | Schweden    | Göteborg                                    | 15       | England           |
| 2007    | Belgien     | Brugelette                                  | 18       | England           |
| 2008    | Australien  | Sydney                                      | 11       | Neuseeland        |
| 2009    | England     | Broadlands                                  | 17       | England           |
| 2010    | Schweiz     | Genf                                        | 13       | Irland            |
| 2011    | Dänemark    | Aarhus                                      | 15       | England           |
| 2012    | Wales       | Chepstow                                    | 17       | Frankreich        |
| 2013    | Neuseeland  | Hastings                                    | 10       | Neuseeland        |
| 2014    | Frankreich  | Gisors                                      | 17       | England           |
| 2015    | USA         | Lexington                                   | 14       | USA               |
| 2016    | Irland      | Green Glens Arena, Millstreet               | 16       | Frankreich        |
| 2017    | Südafrika   | Pietermaritzburg                            | 10       | Irland            |
| 2018    | Belgien     | Ghlin                                       | 14       | Irland            |
| 2019    | Wales       | Carmarthen                                  | 16       | England           |
| 2020    | Schottland  | COVID-19-Pandemie im Vereinigten Königreich | n. a.    | nicht ausgetragen |
| 2021    | Frankreich  | Saint-Denis-le-Ferment / La Bonde           | 8        | Frankreich        |
| 2022    | Frankreich  | Saint-Denis-le-Ferment / La Bonde           | 13       | Frankreich        |
| 2023    | Australien  | Werribee                                    | 12       | England           |
| 2024    | Italien     | San Zeno                                    | 9        | Frankreich        |
| Quellen |             |                                             |          |                   |

### Deutschland

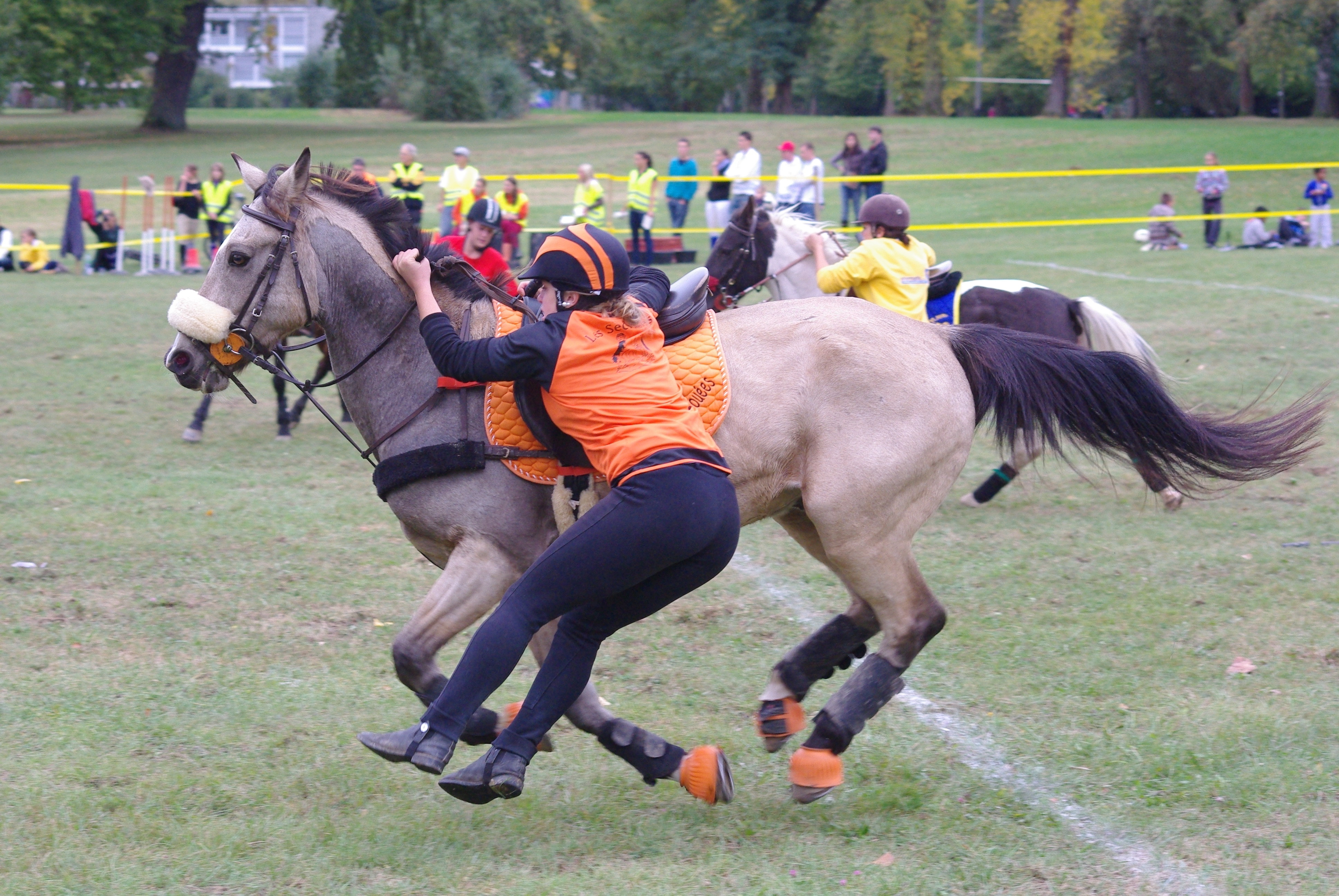
Swiss Pony Games 2011

Mounted Games werden seit 1990 in Deutschland vom Verband für Reiterspiele e. V. Mounted Games Deutschland (VRMGD) veranstaltet. In diesem Jahr nahm das deutsche Mounted Games Nationalteam auch zum ersten Mal an der Weltmeisterschaft in Wales teil. Seit 1998 gibt es jährlich eine deutsche Meisterschaft für die sich die Teams in der Rangliste qualifizieren müssen. Heute reiten rund 50 Teams in der Offenen Klasse und rund 40 Teams in der Jugendklasse. Höhepunkt und Abschluss der Saison ist das Deutsche Championat, für das sich die besten 18 Teams der Rangliste qualifizieren. Im Deutschen Championat gibt es eine Offene Klasse und die Jugendklasse, die seit 2014 in U14 und U18 aufgetrennt ist.

### Schweiz
In der Schweiz gibt es bisher 10 Mounted-Games-Vereine, die dem Dachverband „Mounted Games Association Switzerland MGAS“, früherSwiss Pony Mounted Games SPMG, angehören.  Es gibt sieben verschiedene Alters- bzw. Leistungsgruppen im Reglement.
Bei der Schweizermeisterschaft (im französischen Championnats Suisse), die an sechs Terminen ausgetragen wurde, nahmen 2019 insgesamt  34 Teams teil. Rund ein Drittel der Teams kam aus dem französischsprachigen Teil der Schweiz. Hier werden die Mounted Games wie in Frankreich „Pony Games“ genannt.

## Rahmen
Bestimmte Zeremonien bilden den Rahmen für Mounted-Games-Turniere. Beim Ein- und Ausreiten wird in der Regel die Titelmusik des Filmes Die glorreichen Sieben, komponiert von Elmer Bernstein, verwendet. Dies hat seinen Hintergrund in der Gründung der Mounted Games Association Of Great Britain 1984. Die Vereinigung zählte zu Beginn nur sieben Grafschaften als Mitglieder, was als Grund für die Wahl des Liedes genannt wird.